# Wyatt Matthew Halliwell
Wyatt Matthew Halliwell es un personaje ficticio de la serie de televisión Charmed. 
Es el primer hijo Leo Wyatt y Piper Halliwell, el nieto de Victor Bennet y Patricia Halliwell, bisnieto de Allen Halliwell y Penny Halliwell y el hermano mayor de Chris Halliwell.
Es interpretado por los actores Jason & Kristopher Simmons (a la edad de tres) y el actor Wes Ramsey lo interpretó a la edad de 25.

## Biografía
Wyatt Matthew Halliwell nació el 2 de febrero del 2003 en San Francisco, el día del festival de las luces, como parte de una antiguo profecía que hablaba del nacimiento de un niño especial "dos veces bendito" En el día en que tres planetas ardieran como uno solo en una noche de luces danzantes en un día sagrado la magia descansaría un día entero para recibir al niño pre-destinado y Wyatt resultó ser ese niño, uno de los más poderosos seres mágicos que han caminado sobre la Tierra.
Tan pronto como los demonios supieron del embarazo de Piper y del poder que su hijo poseería, un complot fue formado para robar al niño mágico de sus padres. Planeaban robarlo mientras Piper estaba embarazada. Aunque Piper y Leo sabían desde antes de su nacimiento, que su hijo iba a ser muy poderoso, no esperaban que fuera tanto (ni que fuera a ser un niño). La reacción del mal hacia su hijo les hizo darse cuenta de que Wyatt necesitaría ser cuidadosamente protegido.
Cuando dos demonios trataron de robar al bebé recién nacido por una alta recompensa, Paige se puso furiosa y fue al mercado a destruir a los demonios que se lo querían llevar, pero fue atrapada. Piper y Phoebe fueron al Mercado Demoníaco donde Piper destruyó una multitud de demonios en su furia. Piper estaba muy sorprendida cuando la Crone, una profetisa demoníaca, anunció que una ley sería creada prohibiendo cualquier intento de ataque sobre el niño, considerando que para el mal, el costo de la guerra sería mayor que los beneficios. Eventualmente, la misma profetisa trató de robar el niño para ver su futuro. Sin embargo, a pesar de todas las trampas y hechizos, las hermanas lograron destruirla y salvar a Wyatt.
A pesar de que Wyatt rompe la tradición de los Halliwell de poseer un nombre que comience con la letra "P", su apellido se mantiene como Halliwell. Le dieron este nombre en honor a su padre (Leo Wyatt), y su segundo nombre es Matthew, en honor de su tía Paige.
Mientras estaba en el vientre de Piper, era capaz de hacer magia. Podía curar a su madre y protegerla y a él mismo con un campo de fuerza y el poder de deflexión. Él sabía como controlar los poderes de su madre, y transformó su poder de combustión molecular en fuegos artificiales y flores. Cuando Piper se sentía mal sobre su embarazo, Wyatt logró conjurar a la abuela Penny Halliwell y hacerla corpórea. Y cuando sintió los problemas de la falta de entendimiento de sus padres, usó sus poderes para intercambiar los poderes de Piper y Leo, Leo tenía que entender los problemas de Piper estando embarazada y Piper los de Leo siendo un Guía Blanco. 
Fue capaz de conjurar un dragón mientras veía un programa de televisión sobre ellos, lo que hizo que las hermanas se metieran en problemas con los Limpiadores, quienes se llevaron a Wyatt. Las hermanas Halliwell lograron acabar con el embrollo causado por Wyatt y forzaron a los Limpiadores a regresar a Wyatt. 
Wyatt está destinado a utilizar la poderosa espada Excalibur, pero Piper quiere mantenerlo alejado de la espada tanto como sea posible hasta que tenga al menos 18 años. Wyatt desconfiaba de Chris, quien era en realidad su hermano menor del futuro. Chris protegió varias veces a Wyatt del mal, incluso del Anciano Gideon quien quería "eliminar" a Wyatt. 
Cuando Wyatt se sentía descuidado, comenzaba a orbitar a su hermano bebe, Chris, por todo el lugar y también creó un demonio en forma de Leo. Leo y Piper lograron hablar con él y darle el valor para deshacerse del Leo malvado. Wyatt ha usado sus poderes para salvar a Piper de un coma mortal. 
Después de que las hermanas fingieran su muerte y se disfrazaran para otra gente excepto los miembros de su familia, Wyatt y Chris fueron dejados al cuidado de su abuelo, Victor Bennet.
La versión futura de 25 años de Wyatt fue una vez traída al pasado (nuestro presente) por su madre y su tía Paige para entender mejor porque Wyatt tenía amigos imaginarios. Se descubrió que los amigos imaginarios eran realmente un demonio que logró convertir a Wyatt temporalmente en malvado.
Eventualmente fue regresado al bien por las palabras de su padre. 
En el capítulo final de la serie titulado "Forever Charmed", un vistazo al futuro muestra a Wyatt y a su hermano menor Chris preparando una poción destructora juntos, una señal de que ellos han tomado en sus manos la pelea contra el mal después de las hermanas.